# 布雷斯地区拉绍
布雷斯地区拉绍（法語：La Chaux-en-Bresse，法語發音：[la ʃo ɑ̃ bʁɛs]）是法国汝拉省的一个市镇，位于该省西部，属于隆斯勒索涅区。

## 地理
布雷斯地区拉绍（46°49'35"N, 5°28'49"E）面积2.05 平方千米，位于法国勃艮第-弗朗什-孔泰大區汝拉省，该省份为法国东部内陆省份，北起上索恩省，西北接科多尔省，西临索恩-卢瓦尔省，南至安省，东与杜省和瑞士接壤。
与布雷斯地区拉绍接壤的市镇（或旧市镇、城区）包括：绍梅日、布瓦德冈、科默纳耶、樊尚-弗鲁瓦德维尔。

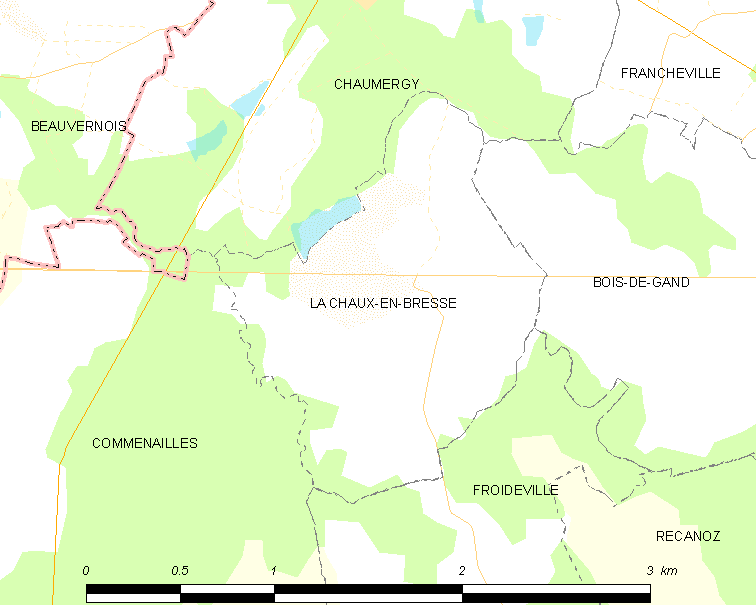
布雷斯地区拉绍的OSM定位图

布雷斯地区拉绍的时区为UTC+01:00、UTC+02:00（夏令时）。

## 行政
布雷斯地区拉绍的邮政编码为39230，INSEE市镇编码为39132。

## 政治
布雷斯地区拉绍所属的省级选区为布莱特朗县。

## 人口

1962-2008年间布雷斯地区拉绍人口变化图示

布雷斯地区拉绍于2022年1月1日时的人口数量为32人。